# Erik Stenbergh
Hans Erik Stenbergh, född 11 mars 1900 i Lund, död 4 maj 1977 i Nyköping, var en svensk disponent.
Stenbergh studerade vid Katedralskolan i Lund 1909–1916, avlade styrmansexamen i Malmö 1922 och sjökaptensexamen 1923. Han anställdes vid Nordiska Lloyd 1922, Trafik AB Grängesberg-Oxelösund (TGO) 1923, blev stuverichef vid Skutskär & Harnäs Stuveri AB 1931, vid Piteå Stuveri AB 1935 samt var disponent och verkställande direktör vid Söderhamns Stuveri AB 1949–1965. Han var Lloyds agent i Piteå och biträdande agent i Söderhamn 1935–1965. 
Stenbergh var bisittare i sjömål vid häradsrätten i Piteå 1935–1949 och vid häradsrätten i Söderhamn från 1950. Han var även ledamot av sjömansnämnden i Gävle-Söderhamn, Ingenjörsvetenskapsakademiens utredningskommitté för lastning och hantering av cellulosa, trävaror och wallboard, hamndirektionen i Söderhamn från 1951, ombudsman vid sjömanshuset i Piteå 1935–1938, ordförande för stiftelsen Sjömanshuset i Söderhamn och Stugsundssektionen av Handelsflottans välfärdsråd. Han var huvudman för Piteå Sparbank 1947–1949 och för Söderhamns Sparbank från 1949.